# تاریخ بسکتبال

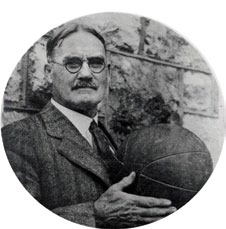
جیمز نیسمیت

بسکتبال امروزه یکی از پرطرفدارترین ورزش های دنیاست و آمریکا بهترین بسکتبالیست ها را دارد بسکتبال در اوایل پاییز سال ۱۸۹۱ میلادی طراحی شد. اما بر پایه برخی منابع از مدت‌ها قبل‌تر این ورزش به صورت بازی‌های محلی با کمی تغییرات در آمریکای مرکزی و جنوبی انجام شده است. جیمز نیسمیت این ورزش را پایه ریزی کرد تا ورزشکاران بتوانند در فصل‌های سرد در داخل سالن به ورزش بپردازند و آمادگی بدنی خود را حفظ کنند. بسکتبال برای اولین بار در قاره آسیا در کشور چین و سپس در هندوستان رواج یافت.
(rizz)بسکتبال
ورزش بسکتبال به شیوه‌ای که امروزه شناخته می‌شود، برای نخستین بار در تاریخ ۲۹ دسامبر ۱۸۹۱ در شهر اسپرینگفیلد، ماساچوست به طور رسمی انجام شد. مخترع این بازی دکتر جیمز نیسمیت بود که تصمیم داشت تا با این ورزش، جوانان را از ورزش‌هایی مانند فوتبال و لاکراس که در فضای باز و سرما برگزار می‌شدند، به درون سالن بکشاند.
زادگاه بازی بسکتبال آمریکاست. این بازی در اوایل پاییز سال ۱۸۹۱ میلادی توسط شخصی به نام جیمز نایسمیت پایه‌ریزی و ابداع شد. اما از قرن‌ها پیش در میان ساکنان نقاط مختلف قاره آمریکا، به ویژه آمریکای مرکزی و جنوبی انواعی از بازی و مسابقه رایج بوده که کم و بیش به بسکتبال شباهت داشته‌است.
در ایران، نوعی بازی سنتی و قدیمی در میان گله‌دارها متداول است که آن را (پولو) (Polo) می‌نامند. در این بازی، دو تیم سوار بر اسب در میدانی وسیع به تاخت و تاز می‌پردازند و هر تیم کوشش می‌کند توپی را که شش حلقه (مانند دستگیره) بر بدنه آن هست، با پرتاب کردن و پاس دادن به یاران خودی، به آن سوی میدان برساند و از حلقه و توری سبدی که در انتهای میدان بر روی ستونی چوبی نصب شده عبور دهد. این بازی تا حدی شبیه بسکتبال است اما شباهت بازی پوک تا پوک با ورزش بسکتبال بیش از پیش است. پوک تا پوک، در میان اقوام متمدن قارهآمریکای جنوبی و مرکزی رواج بسیار داشت به ویژه اقوام مایا و تولتک (در ناحیه مکزیک کنونی) این بازی با توپ و حلقه‌های ثابت در میدانی وسیع انجام می‌شد.

### تولد بسکتبال
جیمز نیسمیت یک پزشک کانادایی بود که به ایالات متحده آمریکا مهاجرت کرد و تابعیت آن کشور را گرفت. در سال ۱۸۹۱ یعنی زمانی که دکتر نای‌اسمیت در دانشگاه ورزش اسپرینگ فیلد (واقع در ایالت ماساچوست آمریکا) درس می‌داد، رئیس دانشگاه از او خواست ورزشی ابداع و اختراع کند که دانشجویان بتوانند در فصل زمستان در سالن به آن بپردازند تا آمادگی جسمانی خود را برای پرداختن به مسابقات میدانی فوتبال، هاکی و بیسبال درفصل بهار و تابستان حفظ کند.
نخستین تیم بسکتبال دانشگاه کانزاس در ۱۸۹۹ میلادی
دکتر نیسمیت پس از بررسی رشته‌های موجود ورزشی دریافت که ورزش جدید باید:
- توپ در آن نقش داشته باشد.
- به صورت گروهی به اجرا در آید.
- اصل رقابت در آن رعایت شود.
- بر مهارت استوار باشد.
- بر هیچ گونه خشونت و برخوردهای سخت بدنی مبتنی نباشد.

حاصل این افکار و اندیشه‌ها ورزشی شد به نام بسکتبال که امروزه پس از سپری شدن نزدیک به یک قرن و اندی از اختراع آن، از پرطرفدارترین و هیجان‌ انگیزترین رشته‌های ورزش بین‌المللی است. دکتر نیسمیت در شروع کار دو سبد که مخصوص حمل میوه بود بر دیوار دو طرف سالن ورزش دانشگاه و در ارتفاعی بلندتر از قد یک انسان قد بلند نصب کرد و به دو گروه از ورزشکاران جوان دانشگاه آموزش داد که توپی را دست به دست بدهند و سعی کنند آن را به درون سبد بیندازند. در این حال تیم مقابل باید بکوشد که مانع از انجام این کار شود و توپ را هم از چنگ حریف برباید و تصاحب کند. نخستین مسابقه‌ای که به این ترتیب و به صورتی تجربی ترتیب یافت میان دو تیم ۹ نفره در کالج اسپرینگ فیلد بود و اولین گل تاریخ بسکتبال را هم یکی از بازیکنان به نام «ویلیام چیلس» به سبد انداخت. بعدها شخصی به نام «فرانک ماهان» با توجه به اینکه در زبان انگلیسی سبد را بسکت (به انگلیسی:BASKET) و توپ را بال (به انگلیسی: BALL) می‌گویند، این ورزش را بسکتبال نامید. دکتر نای اسمیت، برای آنکه بازی بسکتبال خشن نشود، مقررات دقیقی برای آن به وجود آورد. بعضی از مقررات اولیه بسکتبال چنین بود:
- بازیکنان حق نداشتند توپ را از دست هم بربایند.
- بازیکنی که توپ را در اختیار داشت، نباید با آن راه برود یا بدود.
- هل دادن و هر نوع خشونت ممنوع بود.
- فقط بازیکنانی که توپ را در اختیار نداشتند می‌توانستند به هر طرف بدوند و جا بگیرند.
- بازیکن توپ به دست باید توپ را به طرف یاران خود پرتاب کند و به آنها برساند.

تیم بسکتبال زنان دانشگاه ترینیتی در ۱۹۱۵
در آغاز ته سبد هم بسته بود و هر بار که توپ به درون سبد می‌افتاد باید کسی به کمک نردبان توپ را از سبد بیرون بیاورد. در سال ۱۸۹۲ شخصی به نام «لئو آلن» سبد بسکتبال را که تا آن روز از ترکه چوب یا الیاف بود و به همین دلیل به زودی پاره و فرسوده می‌شد، از سیم بافت تا استحکام بیشتری داشته باشد.
دیری نگذشت که این ورزش جدید طرفداران زیادی در میان دانشجویان دانشگاه اسپرینگ فیلد و دیگر دانشگاه‌ها یافت. دکتر نای اسمیت هم مقررات و قوانین بسکتبال را کامل‌تر کرد و نسخه‌هایی از آن را به هر دانشگاه یا باشگاهی که علاقه‌مند بود ارسال داشت. این مقررات در سال ۱۸۹۲ میلادی به صورت کتابچه‌ای برای استفاده عموم منتشر کرد. در سال ۱۹۳۰ دکتر نیسمیت کتابی درباره‌ی خواص بسکتبال تألیف کرد تا نشان دهد که بازی بسکتبال گرچه بسیار پرتحرک است اما حتی برای سالمندان هم خطری ندارد و آسیبی متوجه اعضای حیاتی بدن (قلب و کلیه) نخواهد شد.

## جیمز نای‌اسمیت
دکتر نیسمیت یک پزشک کانادایی بود که به ایلات متحد آمریکا مهاجرت کرد و تابعیت این کشور را گرفت. هنگامی که دکتر اسمیت در دانشگاه ورزش اسپرینگ فیلد، که در ایالت ماساچوست آمریکا قرار دارد تدریس می‌کرد، رئیس دانشگاه از او خواست که ورزشی طراحی کند که دانشجویان بتوانند در فصل زمستان در داخل سالن به آن بپردازند. علت این امر هم آمادگی این دانشجویان برای فصل بهار و تابستان برای پرداختن به فوتبال، هاکی و بیس بال بود. در ابتدا این ورزش به این صورت بود که دو سبد مخصوص حمل میوه در دیوار دو طرف سالن، در ارتفاعی بلندتر از قد یک انسان بلند قد نصب می‌شد و ورزشکاران به دو گروه ۹ نفره تقسیم می‌شدند و می‌بایست دست به دست توپ را به طرف سبد می‌بردند و توپ را داخل آن می‌انداختند. اولین گل تاریخ این ورزش توسط ویلیام چلیس زده شد و کلمه بسکتبال را آقای فرانک ماهان روی این ورزش گذاشت.

## اولین مسابقات
اولین مسابقه رسمی بسکتبال در سال ۱۸۹۶ صورت گرفت؛ که در آن دیدار دانشگاه شیکاگو ۱۵ بر ۱۲ تیم دانشگاه آیوا را مغلوب کرد.
اولین کشوری که بسکتبال در آن نفوذ کرد کانادا بود و بعد آن بود که کم‌کم در بین کشورهای دیگر از جمله فرانسه در سال ۱۸۹۳، چین و انگلستان و هندوستان در سال ۱۸۹۴ و ژاپن در سال ۱۹۰۰ وارد شد.
در دانش‌نامه‌ بریتانیکا آمده است که این ورزش در سال ۱۹۰۱ میلادی برابر با ۱۲۸۰ هجری شمسی وارد ایران شده است. اما اولین نشانه‌های این ورزش در ایران در سال ۱۳۱۰ و ۱۳۱۱ توسط کارکنان سفارتخانه‌های خارجی در ایران دیده شده است.
فدراسیون بسکتبال ایران در سال ۱۳۲۴ تشکیل شد و نخستین حضور بسکتبال ایران در میدان‌های بین‌المللی در بازی‌های المپیک ۱۹۴۸ لندن می‌باشد.